# Jagdstaffel 48
A Jagdstaffel 48, conhecida também por Jasta 48, foi um esquadra de aeronaves da Luftstreitkräfte, o braço aéreo das forças armadas alemãs durante a Primeira Guerra Mundial. Pelo menos seis vitórias aéreas estão atribuídas a esta esquadra, mas apesar de se pensar que tenham abatido mais, não existem ainda hoje registos que o provem.